# Stade Larbi Benbarek
Het Stade Larbi Benbarek (Arabisch: ملعب العربي بن مبارك) is een multifunctioneel stadion in Casablanca, een stad in Marokko. Het stadion is vernoemd naar een Marokkaans profvoetballer Larbi Ben Barek (1914–1992).
Het stadion wordt vooral gebruikt voor voetbalwedstrijden, de voetbalclub Wydad AC Casablanca maakte gebruik van dit stadion totdat het in het Stade Mohammed V ging spelen. In het stadion is plaats voor 20.000 toeschouwers. Het stadion werd geopend in 1920 en werd gerenoveerd in 2006.